# Národní park Serranía de Chiribiquete
Národní park Serranía de Chiribiquete je rozsáhlé chráněné území v Kolumbii. Nachází se na území departementů
Guaviare a Caquetá. Je největším kolumbijským národním parkem, jeho rozloha je po jeho rozšíření v roce 2013 celkem 27 853 km². Rozprostírá se v povodí řek Apaporis a Caquetá. Průměrná roční teplota je 24 °C, nadmořská výška se pohybuje od 200 do 1000 m n. m. Zdejší vysoká biodiverzita souvisí s lokalizací parku – severně od parku se rozléhá oblast Orinoquía, jižně Amazonská nížina, západně Východní Kordillery, východně Guyanská vysočina, což z parku dělá jedinečný biogeografický prostor pro přirozenou evoluci a interakci mezi druhy spojenými s těmito různými bioregiony. Na území parku byly nalezeny malby jeskynního malířství.
V roce 2018 podepsal kolumbijský prezident Juan Manuel Santos rozšíření národního parku o 15,000 km², vznikl tak největší tropický národní park světa, který je s celkovou rozlohou přesahující 4,3 milionu hektarů rozlehlejší než Nizozemsko. Od roku 2018 je národní park rovněž součástí světového dědictví UNESCO.

## Fotogalerie

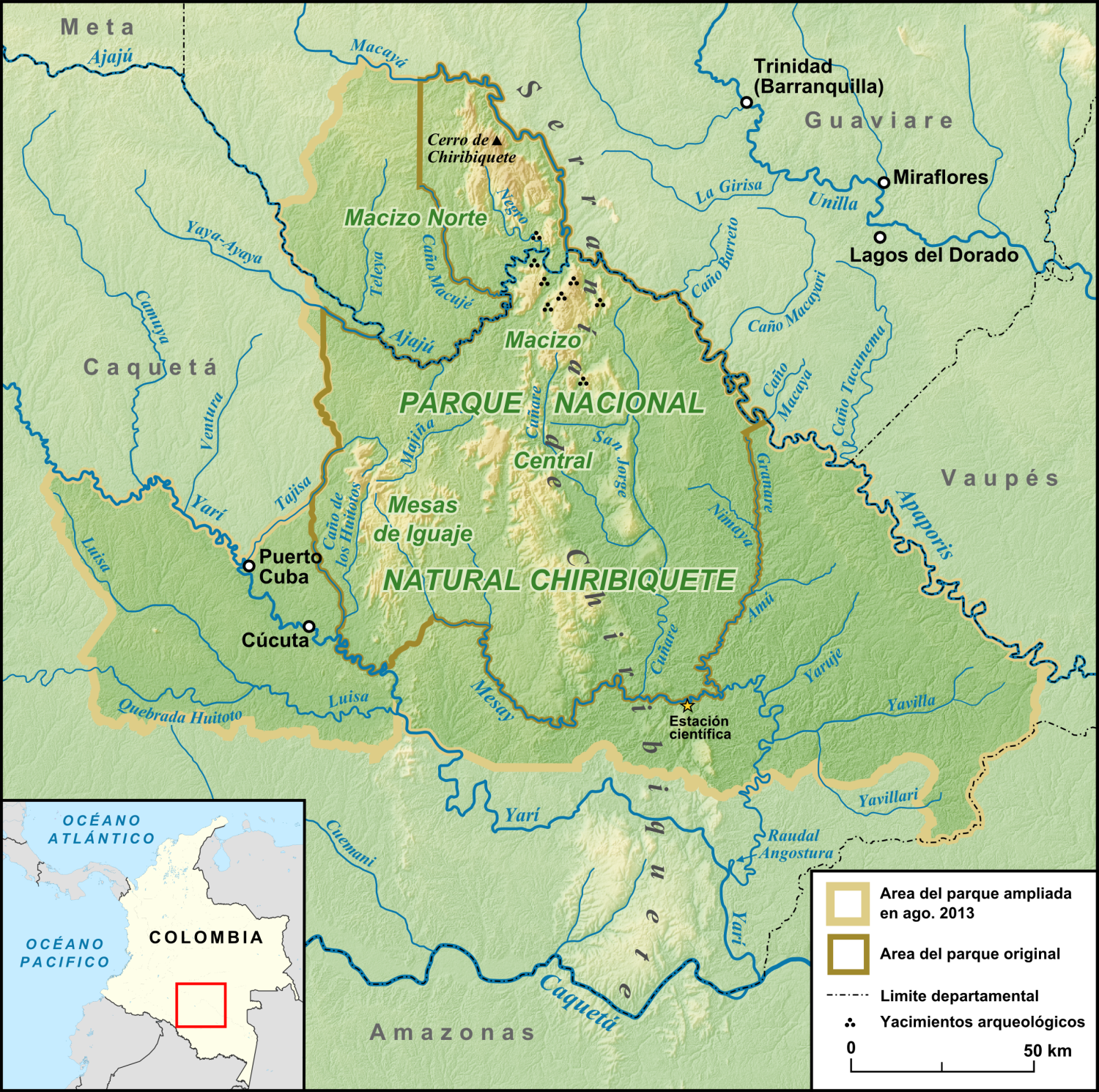
mapa parku
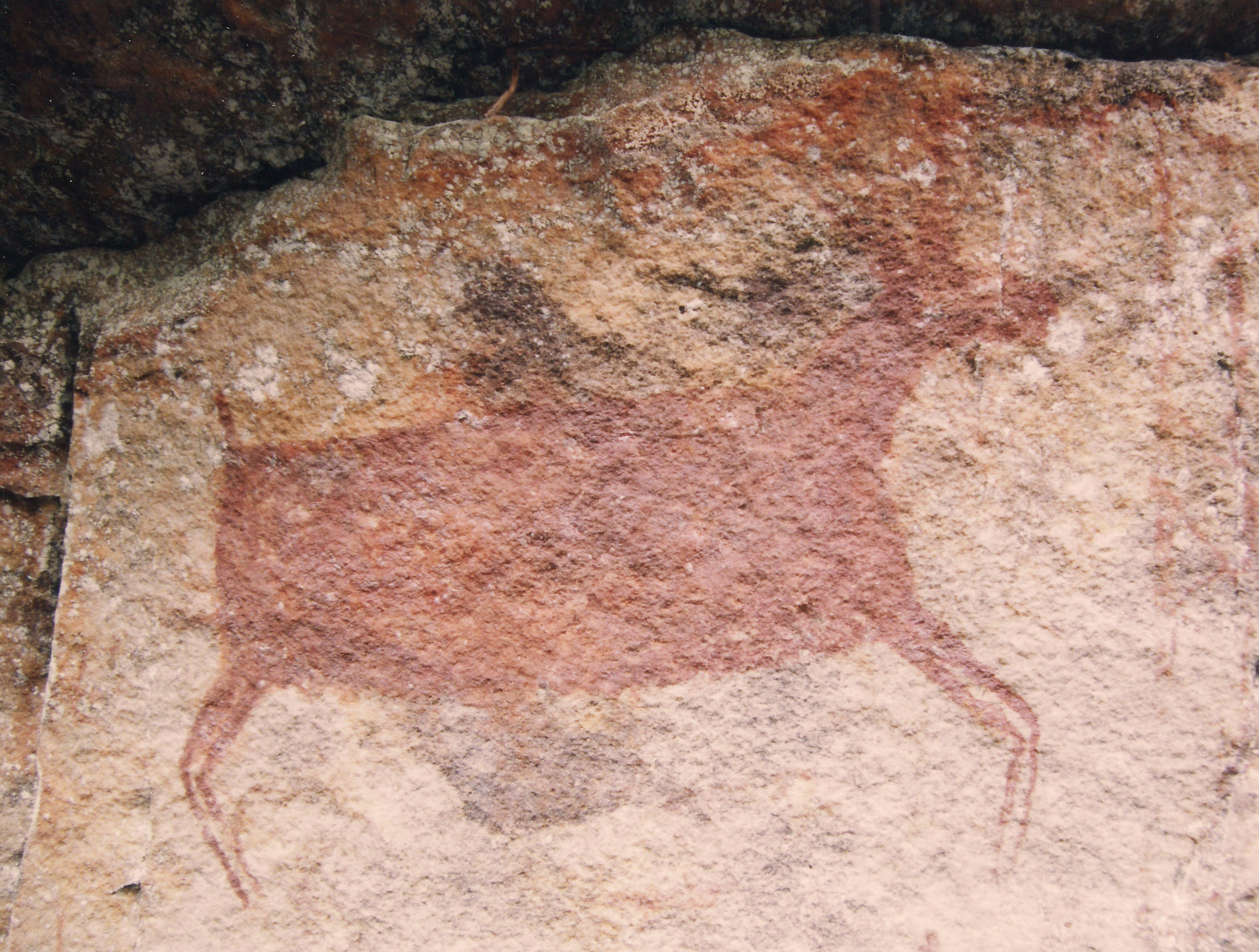
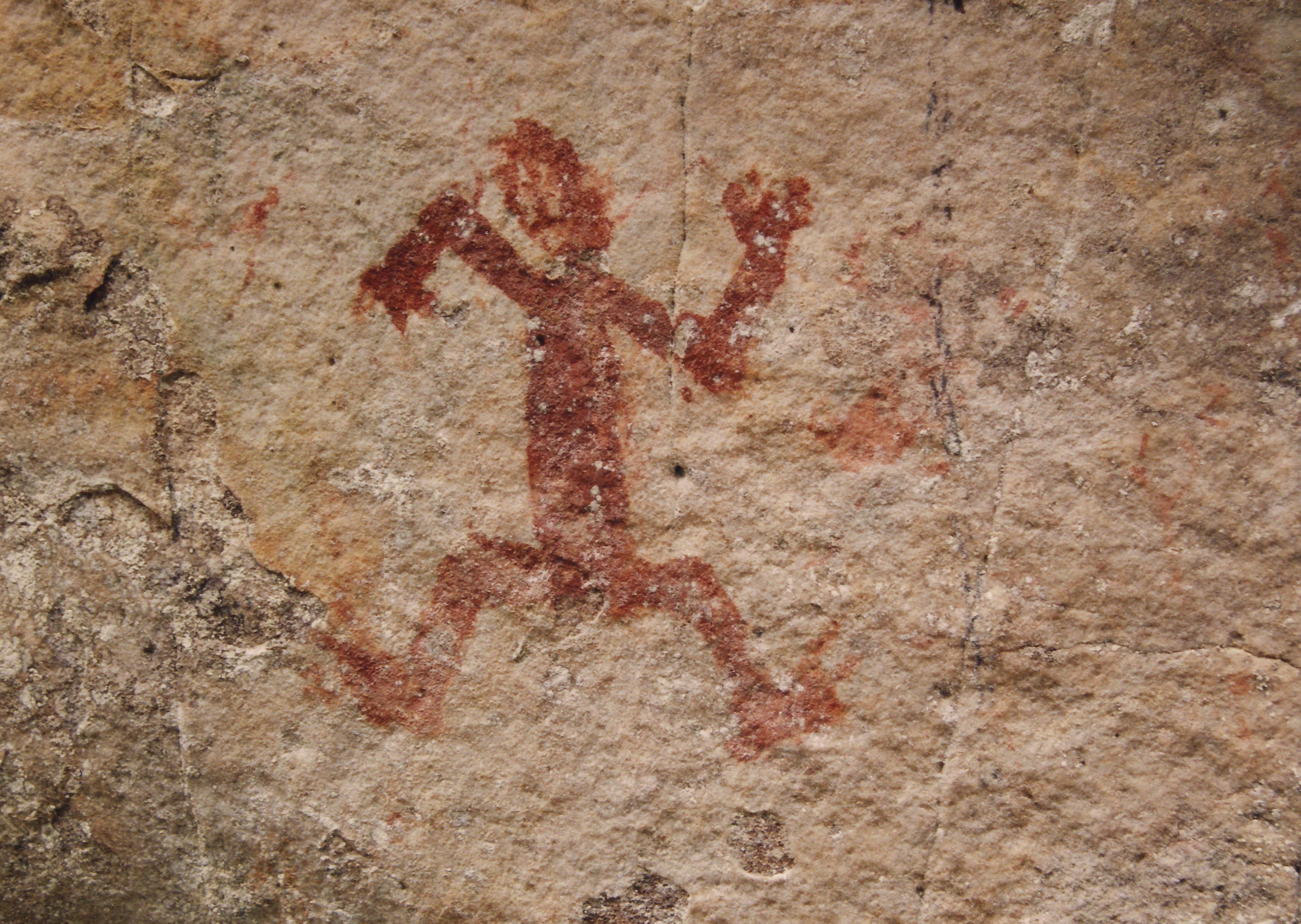
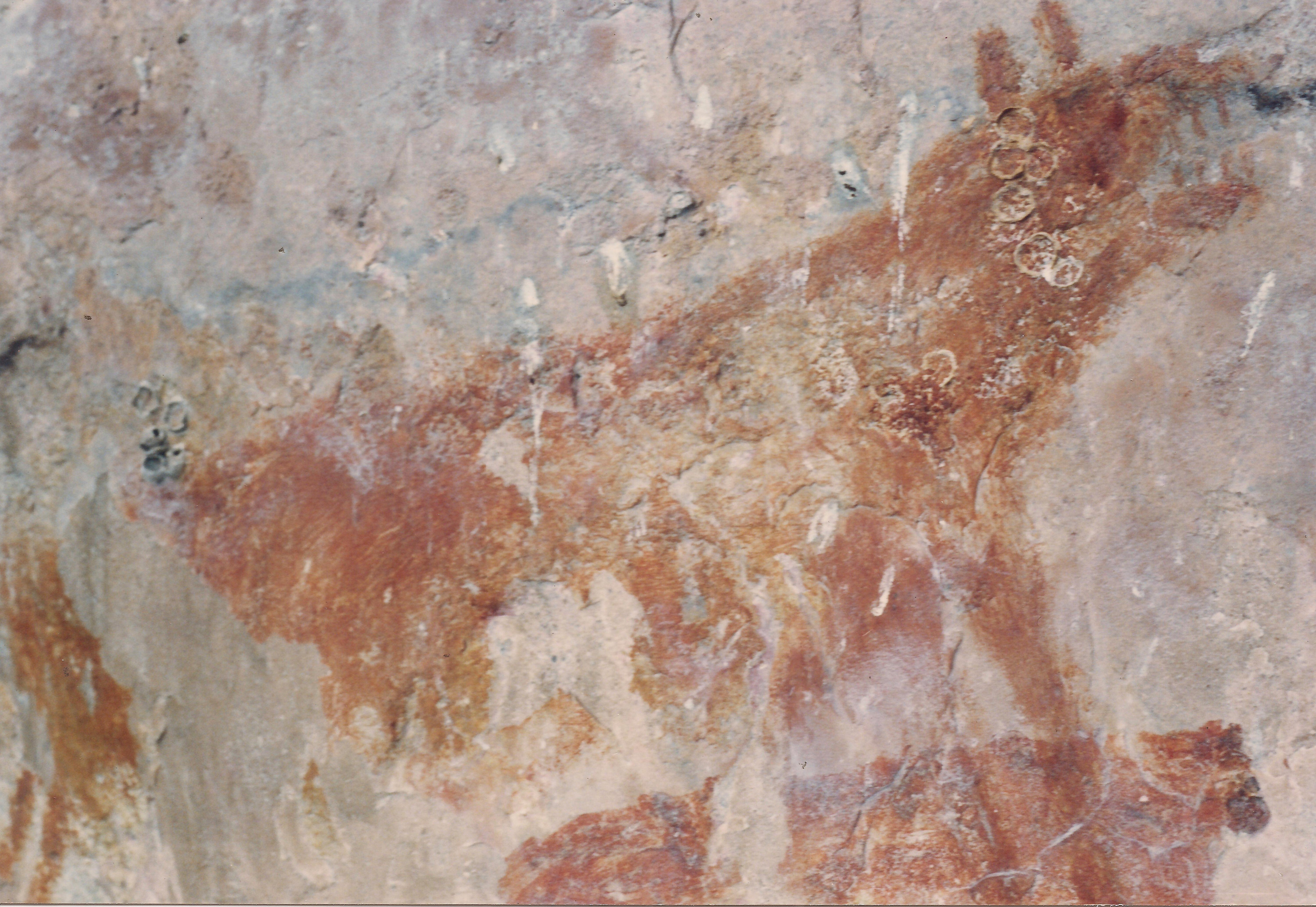